# 프랭클린 D. 루스벨트에 대한 비판

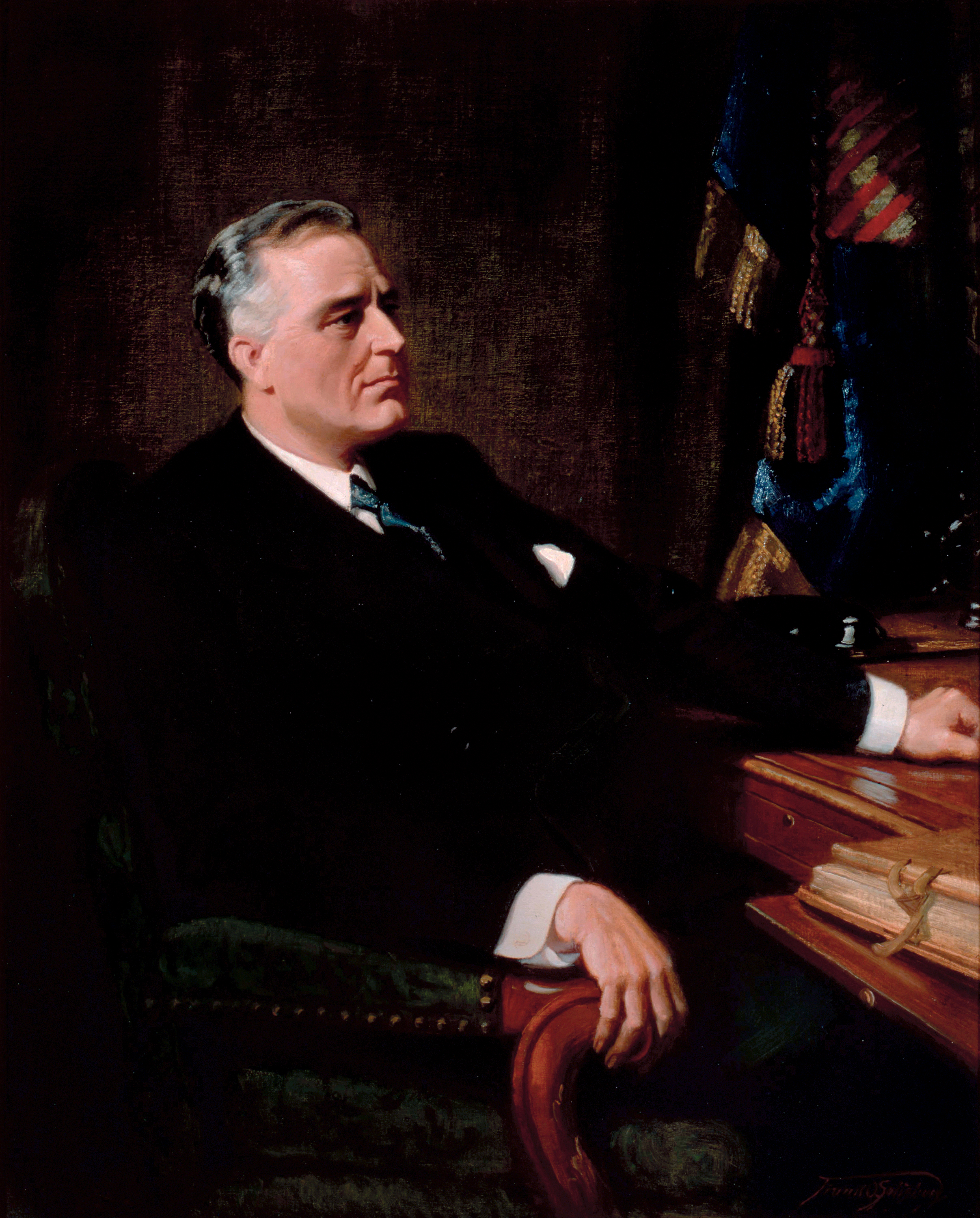
1933년부터 1945년까지 대통령으로 재임하면서 루스벨트는 보수주의자들로부터 날카로운 비판을 받았다.

프랭클린 D. 루스벨트 (1882~1945)는 대통령 임기 전, 중, 후 그리고 현재까지도 비판의 대상이 되어 왔다. 비평가들은 그의 정책과 입장에 의문을 제기했을 뿐만 아니라, 그가 정부와 민주당을 모두 통제함으로써 자신의 손에 권력을 집중시키려 한다고 비난했다. 많은 이들은 그가 1940년 세 번째 임기에 출마함으로써 오랜 전통을 깨뜨린 것을 비난했다.
그의 두 번째 임기 중반에 루스벨트에 대한 많은 비판은 그가 1937년 법원 증원 사건에서 대법원을 장악하려 하고, 민주당 내 남부의 반대파를 1938년 중간 선거에서 제거하려 하며, 조지 워싱턴이 확립한 세 번째 임기를 추구하지 않는 전통을 깨고 1940년에 재선에 다시 출마함으로써 나라를 독재로 이끌고 있다는 우려에 집중되었다. 두 역사학자가 설명하듯이: "1940년에 두 임기 문제라는 무기를 들고, 반(反)-뉴딜 세력들은 '독재자'를 무장 해제하고 그 기구를 해체할 때가 왔다고 주장했다."
루스벨트 사망 후 오랜 시간이 지난 후에도 유럽 유대인 지원에 대한 그의 정책, 서해안의 일본계 미국인들을 강제 수용소에 수용하는 것, 그리고 린치 방지 법안에 반대한 것에 대한 새로운 공격 노선이 열렸다.

## 그의 동맹들의 거부
수많은 동맹들과 임명자들이 루스벨트에게 등을 돌렸는데, 예를 들어 존 낸스 가너 부통령, 브레인 트러스트의 레이먼드 몰리, 우정국장 제임스 A. 팔리 그리고 조지프 케네디 대사(JFK의 아버지) 등이 있다. 행정부 외부에서 루스벨트에게 등을 돌린 저명한 지지자들로는 언론인 월터 리프먼과 프랭크 켄트가 있었다. 신문 발행인 윌리엄 랜돌프 허스트는 1932년 루스벨트의 주요 지지자였지만, 1934년부터 그의 전국 미디어 체인을 루스벨트에 대항하게 만들었다. 역사학자 찰스 A. 비어드는 1932년 루스벨트를 지지했지만, 1937년 이후 그의 외교 정책에 반대하는 고립주의 지식인들의 리더가 되었다. 루스벨트는 1920년대에 뉴욕 주지사 앨 스미스와 밀접한 관계를 맺었다. 루스벨트는 1932년 지명전에서 스미스를 물리쳤고, 스미스는 뉴딜에 반대하는 저명한 사업가들의 리버티 리그의 리더가 되었다. 진주만 공격 이후, 루스벨트는 루이스 더글러스와 딘 애치슨을 제외한 다른 인사들에게는 주요 전쟁 관련 직책을 맡길 가능성을 거부했다. 일부 임명자들은 비공식적으로 뉴딜에 등을 돌렸지만, 대사 클로드 보워스처럼 조용히 자리를 지켰다.

## 뉴딜에 대한 비판과 루스벨트의 세금 정책에 대한 비판
루스벨트는 그의 경제 정책, 특히 개인주의에서 집단주의로의 변화와 복지국가의 확장, 경제 규제에 대해 보수주의자들로부터 비판을 받았다. 이러한 비판은 그의 사망 후 수십 년 동안 계속되었다. 후대에 이러한 문제들이 재조명된 한 가지 요인은 1980년 로널드 레이건의 당선이었다. 1981년 레이건이 뉴욕 타임스에서 파시즘이 많은 뉴딜 지지자들에게 존경받았다고 말한 것이 인용되자, 그는 큰 비판을 받았다. 왜냐하면 레이건은 루스벨트를 크게 존경했으며 할리우드의 주요 뉴딜 지지자였기 때문이다. 1930년대 뉴딜에 대한 가장 노골적인 비판자 중 한 명은 우익 운동가 엘리자베스 딜링이었다.
오늘날 루스벨트는 보수주의자와 자유지상주의자들로부터 그의 경제간섭주의에 대해 비판을 받는다. 이 비판가들은 그의 정책이 훨씬 더 짧았을 경기 침체를 연장시켰다고 주장하며, 정부의 경제 계획이 불필요하고 비생산적이었으며, 자유방임주의 정책이 고통을 훨씬 빨리 끝냈을 것이라고 주장한다. 오스트리아 학파 경제학자인 토머스 딜로렌조는 루스벨트가 "우리를 대공황에서 벗어나게 하지 않았고" "자본주의를 스스로 구원하지도 않았다"고 말했다. 이는 여러 세대의 미국인들이 배운 것과는 다르다.
최근에 자유지상주의 역사학자 짐 파월은 2003년 저서 『FDR의 어리석음』에서 뉴딜 기간 동안의 평균 실업률이 17.2%였고 14% 미만으로 떨어진 적이 없다고 밝혔다. 그러나 파월은 공공사업진흥국(WPA)의 정부 직원을 고용된 것으로 간주하지 않는데, 이는 전적으로 세금으로 충당되는 직책이 경제 활동 인구의 경제적 건강에 기여한다고 합리적으로 말할 수 없기 때문이다. 파월은 대공황이 "세금을 두 배로 늘리고, 고용주가 사람을 고용하는 비용을 높이고, 기업가가 자본을 조달하기 어렵게 만들고, 고용주를 비난하고, 식량을 파괴하고... 가장 강력한 은행을 해체하고, 생활비를 인상하고, 가장 가난한 사람들에게 복지를 주지 않고, 특히 가난한 아프리카계 미국인들에게 큰 타격을 준 노동법을 제정함으로써 악화되고 장기화되었다"고 주장한다. 자유주의 역사학자들은 파월의 주장을 반박하며, 세금을 인상한 것은 루스벨트가 아니라 후버였다고 지적하고, 뉴딜이 흑인들에게 이전이나 이후의 어떤 행정부보다 더 많은 것을 해주었다고 말한다. 버튼 폴섬과 같은 자유지상주의 작가들은 중산층 노동자들을 위한 사회 보장세 인상이 정부가 명령한 임금 인상을 초과하여, 결국 연금 대신 현재 가처분 소득을 줄였다고 믿는다. 루스벨트는 부유층에 대한 세율을 최고 한계 세율 79%로 인상했다. 그러나 부유한 시민들은 그 세율을 줄이기 위해 조세 피난처를 찾았다. 자유지상주의자들은 또한 뉴딜 세법이 민간 부문 투자와 일자리 창출을 제한했다고 믿는다.
해럴드 L. 콜과 리 E. 오하니안의 2004년 계량 경제학 연구는 "뉴딜 노동 및 산업 정책이 루스벨트 대통령과 그의 경제 기획자들이 희망했던 것처럼 경제를 대공황에서 벗어나게 하지 못했지만", "뉴딜 정책이 대공황의 지속에 중요한 기여 요인"이라고 결론 내렸다. 그들은 "이러한 정책의 포기가 1940년대의 강력한 경제 회복과 일치했다"고 믿는다. 그들은 1940년대의 놀라운 번영을 루스벨트 덕분으로 돌리지 않는다.
뉴딜 옹호자들은 1930년대 산업이 새로운 일자리를 창출하지 못한 주된 원인이 새로운 기술과 새로운 산업의 부족 때문이라고 주장한다. 라디오를 제외하고 1930년대에는 1920년대에 자동차와 전기가 새로운 제품에 대한 수요를 창출하여 많은 새로운 일자리를 만들었던 것과 비교할 때 성장 산업이 거의 없었다는 것이다. 반대로 1930년대에는 기업들이 생산량 증가로 이어질 수 있는 더 많은 근로자를 고용하지 않았다.

## 루스벨트에 대한 "사회주의자" 또는 "공산주의자"라는 비판
자유주의와 보수주의의 반공주의 버전을 연구하고, 그것들이 실제 소련 스파이 활동뿐만 아니라 거짓 또는 부정확한 적색 공포와 매카시즘과 어떻게 상호 작용한지를 연구한 역사학자 리처드 G. 파워스는 루스벨트가 극우 비판가들에 의해 자주 공격받았다고 지적했다. 1930년대의 일부 강경 우파 비판가들은 루스벨트가 국가 사회주의자이거나 공산주의자라고 주장했으며, 여기에는 찰스 코글린, 엘리자베스 딜링, 제럴드 L. K. 스미스가 포함되었다. 이러한 비난은 주로 뉴딜에 집중되었지만, 코글린이 루스벨트가 "반신(反神)"이라고 주장하는 등 다른 혐의들도 포함되었다. 이러한 음모론은 딜링의 선전 서적을 기반으로 한 "적색 거미줄" 또는 "루스벨트 적색 기록"으로 분류되었다. 루스벨트에 대한 이러한 적색 공포 비난과 고립주의적인 아메리카 퍼스트 위원회 사이에는 상당한 중복이 있었다. 루스벨트는 이러한 비난에 대해 충분히 우려하여 1936년 9월 29일 시라큐스 연설에서 공식적으로 공산주의를 비난했다:
이번 선거에서는 또 다른 미끼가 등장합니다. 이전에는 영국과 프랑스, 그리고 다양한 다른 것들이었지만, 올해는 러시아입니다. 절망적인 기분으로, 실패에 분노하며, 교활한 목적을 가진 개인과 단체들이 공산주의가 두 주요 정당 간에 논쟁거리가 아닌 선거에서 공산주의를 쟁점으로 만들려고 합니다.
[...] 저는 공산주의나 우리의 미국 민주주의를 정당한 수단으로든 부당한 수단으로든 바꾸려 하는 다른 외래 "주의"의 어떤 옹호자의 지지도 거부합니다. [...]
공산주의는 광범위한 경제적 부적응과 항상 함께 오는 사회 불안의 한 현상입니다. 우리 민주당은 이 위협을 단순히 비난하는 것에 만족하지 않았습니다. 우리는 그것에 직면할 만큼 현실적이었고, 그것에 대해 뭔가 조치를 취할 만큼 현명했습니다. 그리고 세계는 우리가 한 일의 결과를 보았습니다. 1933년 봄, 우리는 경제 및 사회 불안의 원인을 12년 동안 방치한 추악한 결과인 위기에 직면했습니다...

공산주의에 대한 비난은 실제 소련 스파이 활동을 오도할 만큼 널리 퍼져 있었고, 이로 인해 루스벨트 행정부는 다양한 스파이 조직의 침투를 놓쳤다. 대부분의 소련 스파이 조직은 실제로 루스벨트 행정부를 약화시키려 했다. 루스벨트는 또한 공화당 하원의원 로버트 F. 리치와 상원의원 시메온 D. 페스 및 토머스 D. 숄로부터 "사회주의자" 또는 "공산주의자"로 비난받았다.
루스벨트의 뒤를 이어 뉴욕 주지사가 된 민주당 대통령 후보 앨 스미스는 루스벨트의 뉴딜 정책을 사회주의적이라고 비난했다. 스미스의 뉴딜 사회주의 주장에 대해 사회당 지도자 노먼 토머스는 루스벨트를 국가 자본주의자로 묘사했다. 그는 또한 루스벨트의 뉴딜 정책이 사회당 강령의 서투른 모방이며, 루스벨트가 월스트리트를 규제하려고 했지만 토머스와 사회당은 월스트리트를 포함한 시스템 자체를 폐지하려고 했다고 언급했다.
기자회견에서 자신의 정치 철학에 대해 질문을 받았을 때 루스벨트는 "철학이요? 저는 기독교인이자 민주주의자입니다. 그게 전부입니다"라고 말했다.

## 루스벨트에 대한 "전쟁광" 비판
제2차 세계 대전이 시작되면서, 루스벨트는 추축국의 커지는 힘에 우려를 표명한 사람 중 한 명이었고, 그는 영국, 중국 국민당, 그리고 나중에는 소련이 이들과 맞서 싸우는 것을 돕는 방법을 찾았다. 그의 무기대여법 프로그램은 미국 정부의 공식적인 중립에도 불구하고 이들 국가에 군사 장비를 공급했다. 이는 공중 영웅 찰스 린드버그를 포함한 여러 고립주의 지도자들로 하여금 그를 나치 독일, 파시스트 이탈리아, 일본 제국과의 전쟁으로 미국을 몰아넣으려 하는 전쟁광이라고 비판하게 만들었다. 이러한 비판은 일본의 진주만 공격 이후 대중의 관심에서 크게 사라졌지만, 일부는 루스벨트가 공격을 미리 알고 있었다는 믿음을 계속 유지했다.
MI6 스파이 찰스 하워드 '딕' 엘리스 대령은 제시 핑크의 2023년 엘리스 전기 『거울 속의 독수리』에서 사후 인용된 바에 따르면 루스벨트가 진주만 공격에 대해 사전에 경고를 받았다고 한다. 엘리스는 뉴욕의 영국 보안 조정본부에서 윌리엄 스티븐슨의 부책임자였다.
"스티븐슨은 그에게 들어오는 정보로 미루어 볼 때 이 공격이 임박했다고 확신했고, 루스벨트 대통령의 아들 지미 루스벨트를 통해 이 정보를 대통령에게 전달했다. 대통령이 당시 이 정보를 확증할 다른 정보를 가지고 있었는지는... 알 수 없다."

## 루스벨트에 대한 "파시스트" 비판
1945년 이후 "파시스트"라는 용어는 나치 강제 수용소의 이미지를 떠올리게 했지만, 1930년대에는 베니토 무솔리니의 이탈리아와 같은 정치 권력의 집중과 "제3의 길"을 의미하는 매우 다른 함의를 가졌다. 대부분의 미국 사업가들은 루스벨트가 자신들에게 적대적이라고 생각했지만, 좌익 비평가들은 그가 너무 우호적이라고 말했다. 미국의 국내 프로그램을 파시스트 경제와 비교하는 것이 반드시 경멸적인 것은 아닌데, 주간고속도로 시스템의 동기 중 하나는 아이젠하워 대통령이 아돌프 히틀러의 아우토반 시스템에 깊은 인상을 받았기 때문이다. 루스벨트의 첫 임기 초기에 지지자와 비평가 모두 국가산업부흥국 (NRA)과 이탈리아 조합주의 사이에 유사점을 발견했다.
1935년과 1936년에 이탈리아가 에티오피아를 침공하고 대법원이 NRA를 무효화한 후, 동시대 사람들은 NRA를 이탈리아 조합주의와 비교하는 것을 중단했다. 이 주제에 대한 관심은 1973년에 두 명의 저명한 역사학자가 뉴딜과 파시즘 경제학 사이의 유사성에 대한 기사를 쓰면서 다시 나타났다. 제임스 Q. 위트먼에 따르면, 1980년대 후반에는 뉴딜 역사학자들이 뉴딜과 파시스트 경제 프로그램 간의 유사점을 식별하는 것이 "거의 일상적인" 일이 되었다.

### 좌익 비판가들
미국 공산당은 루스벨트가 취임한 지 두 달도 채 안 되어 그를 파시스트라고 처음으로 비난했다. 1933년 5월 1일, 미국 공산당은 "파시즘과 전쟁을 위한 전체 루스벨트 준비 프로그램"을 비난하고 루스벨트를 "파시스트 독재자"라고 부르는 일련의 신문 광고를 게재했다. 광고에서 주장된 파시스트 활동의 예시로는 "실업자를 위한 강제 노동"과 캘리포니아에서 파업 중인 농장 노동자들에 대한 가혹한 전술이 포함되었다. 학자 폴 켄고어는 이 주장이 터무니없다고 썼다. 리처드 호프스태터는 좌익 비판가들이 "NRA가 무솔리니의 조합주의 국가를 명확히 모방한 것"이라고 믿었다고 언급했다.
더 네이션과 뉴 리퍼블릭과 같은 좌익 자유주의 출판물들은 민간 보존단(CCC)이 군대와 통합되는 것이 파시스트 사회로의 변혁을 시작할 수 있다고 우려했다. CCC는 군대에 의해 운영되었고 일부 군사적인 측면을 가지고 있었지만, 루스벨트 백악관은 CCC의 민간적 성격을 강조함으로써 이러한 우려를 완화했다. 독일의 대응 기관과 달리 CCC는 결코 강제 복무가 아니었다.
사회당 지도자 노먼 토머스는 루스벨트를 파시스트로 믿지는 않았지만, 유럽의 파시스트 지도자들이 루스벨트가 주장한 것과 비슷하게 국가 자본주의자였다고 지적했다. 토머스는 또한 루스벨트가 1934년 캘리포니아 주지사 선거에서 업턴 싱클레어가 할리우드 영화 거물들이 자금을 댄 공화당의 부정적인 캠페인에 시달릴 때 그를 돕지 않은 것에 대해 비판했다.

### 우익 비판가들
보수주의자들은 루스벨트에 대해 가장 중요한 비판을 가했으며, 이러한 비판은 수십 년 동안 계속되었다. 그들은 "규제"를 경고했다. 그들은 루스벨트의 경제 프로그램을 공산주의 및 파시즘과 경고적으로 비교했으며, 루스벨트는 1934년 6월 노변정담에서 비판가들이 사적인 이익에 동기 부여되었으며, 자신이 한 모든 일은 미국인의 정치적 전통 내에 있다고 말하며 대응했다. 루스벨트는 하버드 대학교에서 윌리엄 제임스 밑에서 공부한 실용주의자였다. 실용주의자로서 루스벨트는 사회 실험을 위한 다양한 아이디어 출처를 고려할 의지가 있었다.
파시즘과 관련하여 루스벨트의 가장 저명한 비판자 중 한 명은 허버트 후버였는데, 그는 국가 산업 부흥법(NIRA)과 제라드 스워프의 이름을 딴 "스워프 계획" 사이에 연관성이 있다고 보았다. 후버는 무역 협회의 열렬한 지지자였지만, 스워프 계획을 강제적인 성격 때문에 파시스트적이라고 보았다. 역사학자 조지 H. 내쉬는 다음과 같이 주장한다:
"온건하고 국제주의적이며 주로 동부 블록의 공화당원들("루스벨트 혁명"과 트루먼 대통령 외교 정책의 본질적인 전제를 일부 수용하거나 적어도 묵인한 사람들)과는 달리, 공화당 우파는 본질적으로 반혁명적이었다. 반집단주의적, 반공산주의적, 반뉴딜적, 제한된 정부, 자유 시장 경제, 그리고 의회적(행정부와 대조되는) 특권에 열정적으로 헌신했던 G.O.P. 보수주의자들은 처음부터 끊임없이 두 전선에서 전쟁을 벌여야 했다: 외부의 자유 민주당원들과 내부의 "나도" 공화당원들에 맞서서."

올드 라이트는 루스벨트 대통령의 뉴딜에 반대하여 등장했으며, 호프는 "온건 공화당원과 후버와 같은 잔여 공화당 진보주의자들이 1940년까지 올드 라이트의 대부분을 구성했으며, 농민노동당, 비당파 연맹, 심지어 몇몇 중서부 평원 사회주의자들의 전직 회원들도 소수 포함되었다"고 말한다.

### 역사학자들은 뉴딜과 유럽에서 시행된 정책을 비교한다
스워프 계획은 NIRA 초안 작성의 출발점이었고 결코 유럽에서 시행된 정책을 모델로 삼지 않았다. 많은 저명한 사업가들이 그 작성에 참여했다. 그러나 후버는 스워프 계획을 독점적이라고 비난하고 상공회의소의 어떤 제안도 지지하기를 거부했는데, 비록 그것이 미국 사업가와 학자들로부터 널리 칭찬을 받았음에도 불구하고 말이다. 스워프 계획은 조합주의적이었지만, 파시스트 조합주의보다 훨씬 덜 광범위했다.

역사학자 존 A. 개러티는 NIRA가 "이탈리아의 파시스트 독재자 베니토 무솔리니와 히틀러의 나치에 의해 시행되고 있던 실험들과 유사했다"고 말했다. 그는 "물론 미국을 파시스트 국가로 만들지는 않았지만, 산업 조직과 노동 조합 모두의 이익 집단의 손에 경제력이 점점 더 집중될 것을 예고했다." 개러티는 또 다른 영향으로 조합주의 국가의 개념을 들었다. 이 개념에서는 정부의 감독을 받는 자본가와 노동자들이 낭비적인 경쟁과 위험한 사회적 충돌을 피하기 위해 문제를 해결했다. 역사학자 엘리스 호리는 NIRA의 입법 역사를 검토했다. 브레인 트러스트의 핵심 멤버인 레이먼드 몰리는 산업 회복 계획을 검토하는 노력을 이끌었다. 또 다른 중요한 영향은 휴 새뮤얼 존슨이었는데, 그는 전쟁 산업 위원회에서의 경험을 활용했다. 인기 역사학자 아미티 슐레이스는 다음과 같이 말했다: 
NIRA는 천 개의 기사와 천 개의 트렌드의 완성이었다. 그것은 몰리, 노동 조합, 스튜어트 체이스, 터그웰, 스탈린, 인설, 시어도어 루스벨트, 헨리 포드, 그리고 무솔리니의 이탈리아 모델의 모든 아이디어가 하나로 뭉쳐진 것이었다.

비교법 학자 제임스 위트먼에 따르면, 파시즘 의혹을 부추긴 것은 NIRA 법령이 아니라 국가산업부흥국 지도자들이었다. NRA의 수장인 휴 존슨은 공개적으로 무솔리니를 칭찬했다. 존슨과 그의 보좌관인 도널드 리치버그는 둘 다 의회 정부에 적대적임을 시사하는 불쾌한 발언을 했다. 리치버그는 자신이 파시스트임을 부인했지만, 루스벨트를 여러 차례 "행동하는 사람"이라고 묘사했다. 위트먼은 존슨과 리치버그의 이념과 파시스트 선전 사이에 "놀라운" 차이가 있었다고 말했다.
개러티는 루스벨트의 프로그램과 독일의 대공황 정책 사이에 "놀라운" 유사점이 있다고 시사했지만, 두 시스템 간의 엄청난 정치적 차이 때문에 뉴딜은 파시즘과 전반적으로는 공통점이 많지 않다고 결론 내렸다. 루스벨트는 불우한 사람들의 정치 참여를 확대했다. 개러티는 유사성의 주요 원인이 양국이 산업 세계에서 독특한 문제들을 다루고 있었다는 점이라고 말했다. 개러티는 뉴딜이 일관된 이념적 기반이 없다고 말했다.
브레인 트러스트가 많은 주목을 받았지만, 이론가들은 루스벨트에게 큰 영향을 미 미치지 못했다. 그는 은행가에 대한 적대감과 통화 인플레이션을 기꺼이 수용하려는 포퓰리즘; 경쟁을 싫어하고 반독점법을 경시하는 시어도어 루스벨트의 뉴 내셔널리즘; 그리고 진보 시대 사회 복지사들의 아이디어를 활용했다. 루이스 브랜다이스 대법관은 금융 개혁에 루스벨트에게 영향을 미쳤다. 제1차 세계 대전의 전쟁 노동 위원회는 루스벨트의 노동 정책에 영향을 미쳤다.
다른 학자들은 뉴딜과 파시즘 경제학의 관계에 대해 다양한 견해를 가지고 있었다.
- 뉴딜 역사학자 윌리엄 로이치텐버그는 1968년에 "무솔리니의 조합주의 국가는 미국에서 추종자를 찾지 못했다"고 말했다. 로이치텐버그는 뉴딜에 어떤 외국적 대응 개념이 있다면 그것은 스칸디나비아에 있었다고 말했다(노르딕 모델 참조).[48] 로이치텐버그에 따르면 루스벨트는 전반적으로 아이디어의 순수출자였다. 아서 슐레진저의 결론도 비슷했다.
- 존 P. 디긴스는 뉴딜과 이탈리아 파시즘 사이에 표면적인 유사점만을 발견했다. 그러나 디긴스는 루스벨트가 파시스트 경제 프로그램에 관심을 가졌고 무솔리니를 존경했다는 것을 나타내는 일부 인용문을 제시했다.[49]
- 키란 클라우스 파텔은 다음과 같이 말했다. "전반적으로 독일 노동 복무단과 CCC 사이에는 특별한 밀접함이 있었고, 나치 독일과 뉴딜 하에서 사회, 문화, 경제 정책에서 일련의 유사한 조치들이 있었다." 파텔은 두 나라의 정치가 분명히 달랐다고 말했다. 미국은 개혁을 채택했고, 독일은 파시즘을 채택했다. 파텔에 따르면 경제적 유사성의 주요 원인은 국가 개입주의의 성장과 독일과 미국이 유사한 문제, 특히 대규모 실업을 줄여야 할 필요성에 직면했다는 사실이었다. 이를 위해 두 나라는 종종 놀랍도록 유사한 경제 및 사회 정책 도구를 사용했다. 이러한 수준에서 위기는 제한적인 수렴으로 이어졌다.[50]
- 루트비히 폰 미제스는 뉴딜이 오토 폰 비스마르크의 사회 정책의 "복제품"이라고 썼다.[51] 밀턴 프리드먼도 비스마르크의 독일이 뉴딜에 영향을 미쳤다고 말했다. 프리드먼은 빌헬름 독일의 귀족적이고 독재적인 정부와 좌익 정부 모두 가부장적인 철학을 가지고 있었다고 말했다. 프리드먼에 따르면, 다른 원천으로는 페이비언 영국과 스웨덴 및 미국 대학, 특히 컬럼비아 대학교가 있었다.[52]
- 제임스 Q. 위트먼은 NRA가 일상적인 운영에서 파시스트 조합주의와 제한적인 유사성만을 가졌다고 말했다. 미국 조합주의는 19세기 독일 조합주의 이론가들로 거슬러 올라가는 토착적 성격을 띠고 있었다. 또한 그것은 경제를 관리하기 위해 조합주의를 사용했던 미국 제1차 세계대전 경험을 바탕으로 했다. 유럽 조합주의는 노동과 자본 간의 갈등을 기반으로 하는 정치 경제 이념이었다. 그것은 "파시스트인 깡패 같은 반의회주의자들"에게 호소했다. 미국 조합주의는 단지 경제 이념이었는데, 미국인들은 의회를 "무능력한 사람들로 가득 찬 곳, 악당이 아닌" 곳으로 보았기 때문이다. 위트먼은 NRA의 조합주의와 유럽 파시즘 사이에 두 가지 주요 차이점이 있었다고 말했다. 하나는 미국에서 계급 투쟁이 유럽에서만큼 강렬한 수준에 도달하지 않았다는 것이다. 다른 이유는 이탈리아와 독일과는 달리 미국은 오랜 대의 정부 전통을 가지고 있었다는 것이다.[53]
- 슐레이스는 루스벨트의 정책이 종종 해외의 사회주의 또는 파시스트 모델에서 영감을 받았다고 썼다. 그녀는 후버와 루스벨트가 더 나은 대안이 없었을 수도 있으며, 그들의 정책이 미국을 무솔리니의 파시즘이나 이오시프 스탈린의 공산주의와 유사한 것으로부터 구했을 수도 있다고 인정한다. 슐레이스는 다음과 같이 말한다. "뉴딜 없이는 미국에서 민주주의가 실패했을 것이라는 주장은 70년 동안 지속되었으며, 상당히 수준 높은 학자들에 의해 최근에 다시 제기되었다."[54]

### 프리드리히 하이에크
1944년 프리드리히 하이에크는 『노예의 길』을 썼다. 하이에크는 주로 영국에 초점을 맞췄지만, 뉴딜도 언급하며 영국과 미국 정부가 점차 국가주의적 경제 프로그램을 통해 개인의 자유에 대한 기본적인 약속을 포기하기 시작했다고 주장했다. 역사학자 앨런 브린클리는 하이에크의 저서가 이미 존재하던 우려를 표현했기 때문에 영향력이 있었다고 말했다. 뉴딜에 대한 가장 큰 도전은 확대되는 연방 관료주의가 개인의 경제적 자유와 자율성을 제한할 것이라는 두려움이었다. 브린클리에 따르면, 자유주의자들은 하이에크가 허수아비를 공격했다고 비난했지만, 그들의 비판은 강한 방어적 어조를 띠고 있었다. 앨빈 한센은 신랄한 비판을 썼고 『노예의 길』을 "'좋은 약이지만 나쁜 식단'"이라고 여겼다. 스튜어트 체이스는 하이에크가 "모든 기획자가 책상 유리 밑에 붙여야 할 유용한 경고"를 제공했다고 인정했다. 라인홀트 니버는 전체주의의 부상이 민주주의 국가들이 집단주의적 해결책에 대해 불안감을 갖게 만들었다고 언급하며 "현명한 공동체는 조심스럽게 행동하고 더 나아간 모험을 하기 전에 각 새로운 모험의 효과를 시험할 것"이라고 말했다.

## 인종차별 비난

### 일본계 미국인 강제수용
백악관 행정명령 9066호는 진주만 공격 이후 1941년 12월 7일에 일본계 미국인에 대한 두려움에 크게 영향을 받아 12만 명의 일본인 해외 거주자와 일본계 미국 시민을 억류 수용소로 보냈다. 대법원은 코레마츠 대 미국 사건(1944)에서 그 합헌성을 인정했다.
1942년 3월 미국여론연구소가 실시한 여론조사에 따르면, 미국인의 93%가 루스벨트의 일본 비시민권자 태평양 연안 재배치 결정을 지지했으며, 1%만이 반대했다. 같은 여론조사에 따르면, 59%는 미국에서 태어난 일본인 시민의 재배치를 지지했으며, 25%는 반대했다.

### 제시 오언스에 대한 대우
1936년 베를린 올림픽 이후, 백인 선수들만이 루스벨트를 만나도록 초대받았다. 4개의 금메달을 딴 제시 오언스와 같은 흑인 선수들에게는 그러한 초대가 없었다. 1936년 올림픽에 대한 널리 퍼진 오해는 아돌프 히틀러가 오언스를 냉대했다는 것이었는데, 실제로는 그런 일이 없었다. 오언스는 "히틀러는 나를 냉대하지 않았다. 나를 냉대한 것은 (루스벨트)였다. 대통령은 나에게 전보조차 보내지 않았다"고 말했다. 그러나 히틀러는 오언스가 첫 금메달을 딴 후 떠났고, 어떤 금메달리스트와도 만나지 않았다. 오언스는 루스벨트의 대우에 대해 "대통령과 악수하기 위해 백악관에 초대받지 못했다"고 한탄했다.

### 린치 반대 법안
루스벨트는 린치를 모살의 한 형태로 비난했지만, 그의 아내 엘리너 루스벨트와는 달리 린치를 연방 범죄로 분류하려는 공화당의 제안을 지지하지 않았다. 루스벨트는 연방 린치 반대 법안 지지자에게 다음과 같이 말했다. "만약 내가 지금 린치 반대 법안을 지지한다면, 그들(남부 민주당 상원의원들)은 미국이 붕괴하는 것을 막기 위해 내가 의회에 통과를 요청하는 모든 법안을 막을 것이다. 나는 그런 위험을 감수할 수 없다."

### 휴고 블랙의 지명
루스벨트는 휴고 블랙이 1920년대 쿠 클럭스 클랜의 활동적인 회원이었음에도 불구하고 그를 대법원에 지명했다. 블랙의 지명은 그가 사법 경험이 거의 없는 열렬한 뉴딜 지지자였기 때문에 논란이 많았다.
루스벨트와 상원 의원들은 블랙의 이전 클랜 회원 자격에 대해 알지 못했다.
결과적으로, 과거 KKK 회원이었음에도 불구하고, 블랙은 이후 수년 동안 쉘리 대 크레이머 사건(1948), 브라운 대 토피카 교육위원회 재판(1954), 러빙 대 버지니아 사건(1967), 알렉산더 대 홈즈 카운티 교육위원회(1969)를 포함한 수많은 소송에서 시민권에 더 유리한 투표 기록을 세웠다.

### 반유대주의
루스벨트의 가장 가까운 정치적 동료 중 일부는 유대인이었다. 그럼에도 불구하고, 역사가들은 루스벨트가 공개적으로나 사적으로 반유대주의적 태도를 표명했다고 비난했다. 역사학자 라파엘 메도프에 따르면, "루스벨트의 유대인에 대한 불쾌한 발언은 일관되게 다음과 같은 몇 가지 상호 관련된 개념을 반영했다: 어떤 단일 직업, 기관, 또는 지리적 위치에 너무 많은 유대인이 있는 것은 바람직하지 않다는 것; 본질적으로 미국은 압도적으로 백인 개신교 국가였고, 항상 그래야 한다는 것; 그리고 전반적으로 유대인들은 어떤 타고난 불쾌한 특성을 가지고 있다는 것." 메도프는 루스벨트가 하버드 행정관으로 재직하던 1923년에 유대인 학생을 위한 할당제를 설정한 것이 유대인 학생의 입학을 보장하는 것이 아니라 제한하는 것을 목표로 했다고 주장했다. 메도프는 또한 1939년에 루스벨트가 몬태나 상원의원 버턴 K. 휠러에게 두 사람 모두 혈관에 유대인 피가 없다고 자랑했다고 주장했다. 메도프는 또한 어린 시절 루스벨트의 손자 커티스가 백악관에서 할아버지가 강한 악센트를 가진 로어 이스트 사이드의 전형적인 유대인 인물을 등장시키는 이야기를 자주 들었다고 주장했다.

## 홀로코스트 희생자에 대한 불충분한 지원 비난
1940년대부터 루스벨트는 홀로코스트를 막기 위해 충분히 단호하게 행동하지 않았다는 비판을 받았다. 비평가들은 1939년 MS 세인트루이스호에 탑승한 936명의 유대인 난민이 의회에서 통과된 엄격한 법률로 인해 망명이 거부되고 미국 입국이 허용되지 않은 사례를 인용한다.
역사가 데이비드 와이먼은 루스벨트 행정부가 나치가 유대인과 다른 소수자들을 조직적으로 살해하고 있다는 사실을 알고 있었지만, 그들을 구출하는 것을 막는 정책을 고수했다고 주장했다. 와이먼에 따르면, 홀로코스트 난민 구조에 대한 루스벨트의 기록은 매우 빈약하며, 그의 대통령 재임 기간 중 최악의 실패 중 하나이다.
로버트 N. 로젠과 같은 루스벨트 옹호자들은 루스벨트가 홀로코스트 난민들이 미국에 입국할 수 있도록 여러 차례 시도했으며, 그의 대통령직이 약했던 시기에는 그러한 전투를 벌일 정치적 자본이 없었을 뿐이라고 주장한다. 로젠은 당시 국내 분위기가 유럽 문제에 대해 중립을 유지하려는 강한 열망과 국제주의적인 어떤 것도 불신하는 쪽이었다고 주장한다. 와이먼과 로젠은 한 가지 점에서 의견을 같이한다. 즉, 미국 내 많은 소수 민족 공동체 내에서 나치 박해로부터 유럽 동포들을 구출하기 위해 적극적으로 로비하는 것에 대한 격렬한 분열이 있었고, 이는 루스벨트가 그러한 노력을 시작할 수 있는 정치적 자본을 제한했다는 것이다.
메도프는 1942년 연합군의 북아프리카 정복 이후, 루스벨트가 그곳에 권력을 잡고 있던 반유대주의적 비시 프랑스 지도부를 유지하기로 결정했으며, 유대인과 다른 많은 희생자들은 여전히 강제 수용소에 갇혀 있었고, 소수 민족에 대한 차별 법률은 계속 시행되었다고 주장했다. 메도프는 개인적으로 루스벨트가 유대인과 다른 소수 민족은 곧 선거가 열릴 예정이 아니었기 때문에 투표권이 필요 없다고 말했다고 주장했다. 메도프에 따르면, 미국 내 유대인 단체들의 항의가 있은 후에야 루스벨트가 북아프리카 유대인들을 돕기 위해 행동했으며, 반유대인 법률은 미국 정복 후 10개월 동안 계속 시행되었다고 한다.

## 더 읽어보기

### 학술 연구
- Monroe Lee Billington. "New Mexico Clergymen's Perceptions of Franklin D. Roosevelt and the New Deal". New Mexico Historical Review (fall 2009). 84#4. pp. 521–544; 대부분의 성직자들은 우호적이었고 비판은 구호 프로그램과 농업 정책에 집중되었다.
- Campbell Craig. "The Not-So-Strange Career of Charles Beard". Diplomatic History (Spring 2001). 25#2; 역사학자 찰스 A. 비어드는 루스벨트가 일본을 불필요하게 자극하고 미국 국민을 속였다고 비난했다.
- 존 A. 개러티. "The New Deal, National Socialism, and the Great Depression". American Historical Review (1973). 78#4. pp. 907–944.
- William E. Leuchtenburg. The FDR Years: On Roosevelt and His Legacy (1997). chap. 1. Columbia University Press.
- Lynn Y. Weiner and Ronald D. Tallman; Nancy Beck Young et al. eds. "The Popular Iconography of FDR". Franklin D. Roosevelt and the Shaping of American Political Culture (2001). pp. 9–18; 루스벨트의 압도적으로 우호적인 대중 이미지를 검토한다.
- 제임스 Q. 위트먼. "Of Corporatism, Fascism, and the First New Deal". The American Journal of Comparative Law (Autumn 1991). 39#4. pp. 747–778.
- George Wolfskill and John Allen Hudson. All But the People: Franklin D. Roosevelt and His Critics, 1933–39 (1969). Macmillan.

### 대중적 비판
- John T. Flynn. The Roosevelt Myth (1953).
- Bruce S. Jansson. The Sixteen-Trillion-Dollar Mistake: How the US bungled its national priorities from the New Deal to the present (2001).
- 짐 파월. FDR's Folly: How Roosevelt and His New Deal Prolonged the Great Depression (2007). Crown.
- Jim Powell. How FDR's New Deal Harmed Millions of Poor People (2003). CATO.
- Burt Solomon. FDR v. the Constitution: the Court-packing Fight and the Triumph of Democracy (2009).
- 토머스 E. 우즈 주니어. The Truth About FDR.
- Felix Wittmer. The Yalta betrayal: data on the decline and fall of Franklin Delano Roosevelt (1953). Caxton Printers.